# Abierto de Australia 2001

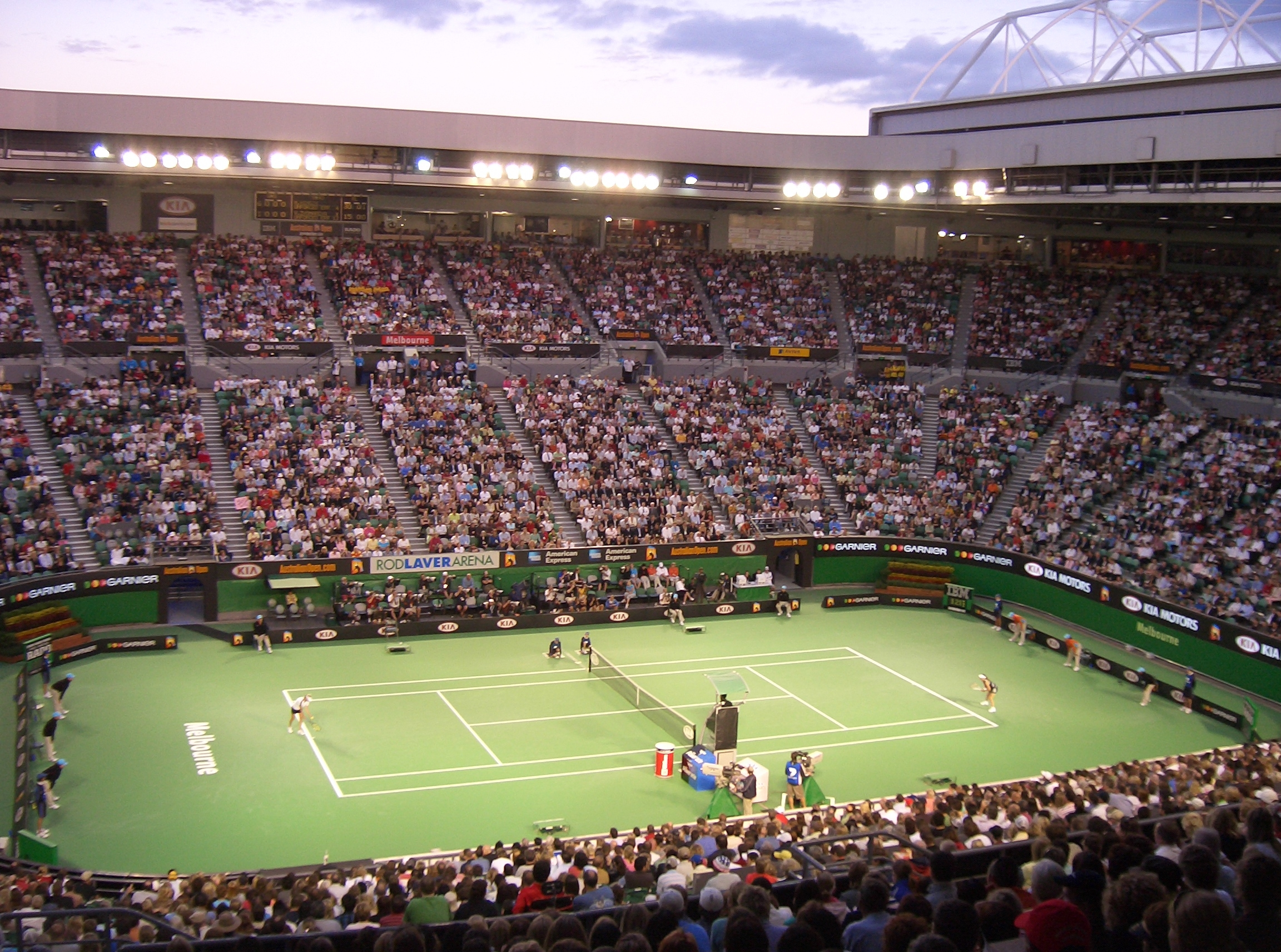
Partido de tenis en la cancha de Rod Laver Arena.

Lista de los campeones del Abierto de Australia de 2001:

## Individual Masculino
Andre Agassi (USA) d. Arnaud Clément (FRA), 0-6, 2-6, 6-4, 7-6(4), 6-4

## Individual Femenino
Jennifer Capriati¹ (USA) d. Martina Hingis (SUI), 6-4, 6-3

## Dobles Masculino
Jonas Björkman (SWE)/Todd Woodbridge (AUS) d. Byron Black (ZIM)/David Prinosil (GER), 6-1, 5-7, 6-4, 6-4

## Dobles Femenino
Serena Williams/Venus Williams2 (USA) d. Lindsay Davenport/Corina Morariu (USA), 6-2, 2-6, 6-4

## Dobles Mixto
Corina Morariu (USA)/ Ellis Ferreira (RSA) d. Barbara Schett (AUT)/Joshua Eagle (AUS), 6-1, 6-3
| Predecesor: 2000                               | Abierto de Australia 2001 | Sucesor: 2002                         |
| Predecesor: Abierto de los Estados Unidos 2000 | Grand Slam 2001           | Sucesor: Torneo de Roland Garros 2001 |

¹ Primera victoria en un Grand Slam de Capriati.

2 Venus y Serena consiguen con este título ganar (no consecutivamente) todos los títulos de Grand Slam en dobles femenino.
- Datos: Q782245